# Brugse mokken
Brugse mokken gelden als specialiteit uit Brugge. Het zijn ronde koekjes die nog steeds op ambachtelijke wijze worden gemaakt volgens het recept van Stefanie Vervarcke, die de apotheekbakkerij, vandaag de zaak Oud Huis Deman, oprichtte in 1880. 
De ingrediënten zijn tarwebloem, roggebloem, kaneel, zout, kandijsuiker, boter, margarine, kruiden en bicarbonaat (rijsmiddel).  
De etymologie van het woord is niet helemaal duidelijk. Het is mogelijk dat mokken slaat op het Brugs voor een "jong meisje", maar het kan ook komen van het Franse motte, wat zoveel betekent als "kluit" of "klont (boter)".